# Pseudovermis mortoni
Pseudovermis mortoni is een slakkensoort uit de familie van de Pseudovermidae. De wetenschappelijke naam van de soort is voor het eerst geldig gepubliceerd in 1969 door Challis.